# US Open 2015 - Doppio femminile in carrozzina
Jiske Griffioen e Aniek van Koot hanno sconfitto in finale Marjolein Buis e Sabine Ellerbrock con il punteggio di 7-6(3), 6-1. Con la vittoria, van Koot ha completato il Grande Slam in carriera di doppio.
Yui Kamiji e Jordanne Whiley erano le campionesse in carica, ma sono state sconfitte in semifinale da Buis ed Ellerbrock.

## Teste di serie
1. Yui Kamiji /  Jordanne Whiley (semifinale)

1. Jiske Griffioen /  Aniek van Koot (campionesse)

## Tabellone

### Legenda
| - Q = Qualificato - WC = Wild card - LL = Lucky loser | - ALT = Alternate - SE = Special Exempt - PR = Protected Ranking | - w/o = Walkover - r = Ritirato - d = Squalificato |

|  | Semifinali | Semifinali                       | Semifinali                     | Semifinali | Semifinali |  |  | Finale | Finale                           | Finale                           | Finale | Finale |  |
|  |            |                                  |                                |            |            |  |  |        |                                  |                                  |        |        |  |
|  | 1          | Yui Kamiji Jordanne Whiley       | 7                              | 1          | [6]        |  |  |        |                                  |                                  |        |        |  |
|  |            | Marjolein Buis Sabine Ellerbrock | 65                             | 6          | [10]       |  |  |        | Marjolein Buis Sabine Ellerbrock | Marjolein Buis Sabine Ellerbrock | 63     | 1      |  |
|  |            | Lucy Shuker Kaitlyn Verfuerth    | Lucy Shuker Kaitlyn Verfuerth  | 3          | 0          |  |  | 2      | Jiske Griffioen Aniek van Koot   | Jiske Griffioen Aniek van Koot   | 7      | 6      |  |
|  | 2          | Jiske Griffioen Aniek van Koot   | Jiske Griffioen Aniek van Koot | 6          | 6          |  |  |        |                                  |                                  |        |        |  |